# Stjärngrodmun
Stjärngrodmun (Batrachostomus stellatus) är en fågel i familjen grodmunnar.

## Kännetecken

### Utseende
Stjärngrodmun är liksom andra grodmunnar en kryptiskt tecknad och sällan sedd nattlevande fågel. Hos denna art är dock könen unikt likartat tecknade. Fågeln förekommer i två färgformer, en ljus och en mörk. Den ljusa färgformen är bjärt roströd med spridda vita fläckar på vingarna och vitfläckig undersida. Den mörka formen är brun men med likartat mönster som den ljusa. Liknande hane sundagrodmunnen är mycket kraftigare tecknad i vitt ovan och har fläckigare undersida, medan hona sundagrodmun har ett tydligt vitt band tvärs över bröstet.

### Läten
Sången återges i engelsk litteratur som ett högljutt "weeow-wah". medan det bland övriga läten görs ett "weeow" och en snabb serie med "wuk"-toner, liknande varningslätet hos en trast.

## Utbredning och systematik
Fågeln förekommer från södra Thailand till Malackahalvön, Sumatra, Borneo och näraliggande öar. Den behandlas som monotypisk, det vill säga att den inte delas in i några underarter.

## Levnadssätt
Arten hittas i tät regnskog, mestadels i låglänta områden upp till 500 meters höjd, dock med ett fynd vid 920 meter på Borneo. Jämfört med sundagrodmun och borneogrodmun förekommer den på lägre höjd. Födan består av bland annat hopprätvingar, mätare och skalbaggar. Ungar har noterats i juni och augusti på Malackahalvön.

## Status och hot
Arten har ett stort utbredningsområde, men tros minska i antal, dock inte tillräckligt kraftigt för att den ska betraktas som hotad. Internationella naturvårdsunionen IUCN listar därför arten som nära hotad (LC).

## Namn
Tidigare kallades arten gouldgrodmun på svenska, hedrande John Gould som beskrev arten 1837, men justerades 2023 till ett  mer informativt namn av BirdLife Sveriges taxonomikommitté.